# Si j'étais un homme
Si j'étais un homme es una película de comedia francesa, dirigida por Audrey Dana, estrenada en 2017.

## Ficha técnica
- Título original: Si yo fuera un hombre
- Dirigida por: Audrey Dana
- Guion: Audrey Dana, Maud Ameline
- Diálogos: Audrey Dana, Maud Ameline, Murielle Magellan
- Música: Emmanuel d'Orlando
- Productor: Olivier Delbosc, Marc Missonnier
- Productoras: Fidélété Films, Curiosa Films, Moana Films, en asociación con SOFICA Cinémage 11, Indéfilms 5, Palatine Etoile 14
- Presupuesto: 6,9M€[1]
- Empresa distribuidora: Wild Bunch Distribution
- País de origen:  Francia /  Bélgica
- Idiomas originales: francés
- Formato: color
- Género: comedia
- Fechas de estreno en cines:
  -  Francia: 20 de enero de 2017 (8 años) (Festival de l'Alpe d'Huez), 22 de febrero de 2017 de en el cine (estreno nacional)
  -  Bélgica: 22 de febrero de 2017 de en el cine
- Taquilla Francia 2017: 157.315 entradas[1]

## Distribución
- Audrey Dana: Juana
- Christian Clavier: Dr. Pace
- Eric Elmosnino: Merlín
- Alice Belaïdi: Marcelle
- Josephine Draï: Joe
- Victoire Brunelle-Remy: Lou
- Antoine Gouy: Antón
- Lee El Mechri: Pablo
- Jézabel Marques: Cécile
- Johanne Toledano: la secretaria del médico
- Guillaume Delaunay: Sr. Kracovik
- Jérôme Paquatte: el líder de los trabajadores
- Jérôme Pouly: el jefe
- Bertrand Usclat: un colega
- Johann Cuny: un colega
- Moustafa Benaïbout: un colega
- Gilles Lemaire: Adán
- Katia Hunsinger: Sidonie
- Duff: un trabajador
- Jacek Gulczynski: un trabajador
- Erik Chantry: un trabajador
- Eric da Costa: un trabajador
- Guerassim Dichliev: un trabajador
- Maya Racha: La madre de Marcelle (como Racha Maya)
- Charlotte Marquardt: la chica del teléfono
- Lilou Delbosc Broué: Hija de Merlín
- Josefina Padre: Hija de Merlín
- Quentin Delbosc: Hijo de Merlín
- Clarisse Dardenay: Hija de Merlín
- Simon Aouizerate: Tom
- Idita Cebula:
- Jonathan Louis: un transeúnte en la calle (sin acreditar)

## Argumento
A los 38 años, la vida de Jeanne está en caos. Su esposo la abandona, criticando su falta de feminidad, dejándola a cargo de criar a dos hijos sola. Su vida amorosa no existe, y se siente insatisfecha en el trabajo debido a su naturaleza tímida. Su jefe la acosa, y sus colegas la molestan constantemente. Un día, Jeanne recibe una llamada de su exesposo, quien presume de haber obtenido la custodia de los niños y sus planes de tener otro hijo con su nueva esposa. consumida por la ira, Jeanne colapsa.
Esa noche, en medio de una tormenta, Jeanne despierta y descubre que está orinando y nota algo extraño: parece estar de pie en lugar de sentada para ir al baño. Al inspeccionarse, confirma que ahora tiene pene. Le preocupa cómo explicarlo a sus hijos—¿debería llamarse "Papá" o "Mamá"? Apresurada por llevar a sus hijos a la escuela, no encuentra ropa adecuada y se improvisa con la ropa interior sobrante de su exesposo. Rápidamente deja a sus hijos en la escuela y, sintiendo dolor por su nuevo cuerpo, llama a vacaciones para investigar qué ha sucedido.
Jeanne confía en su amiga Marcelle, quien inicialmente la descarta, pensando que está molesta por la custodia. Sin embargo, cuando Jeanne le muestra su transformación, Marcelle se aterroriza y da un paso atrás por el miedo. Después de calmarse, Marcelle no puede evitar mirarla, claramente envidiosa de la condición inusual de Jeanne. Jeanne la anima, diciendo que tiene el rostro de una mujer pero el cuerpo de un hombre, viéndolo como un regalo divino. Sin embargo, Jeanne se siente angustiada y visita en secreto a un ginecólogo. Cuando revela su condición, el médico, asustado después de 50 años de práctica, huye de la habitación. Más tarde, el médico la examina y admite que su nuevo aparato genital está bien desarrollado y es inseparable de su cuerpo, sin ofrecer solución—debe aprender a vivir con ello.
Jeanne, abrumada y angustiada, bebe sus penas en casa. Marcelle, inusualmente abierta, invita a Jeanne a quedarse a dormir, pero Jeanne, sintiendo deseo, se acerca a ella. Marcelle, molesta, la rechaza y se va. En el trabajo, el secreto de Jeanne es descubierto por un guardia de seguridad, Joe, quien queda sorprendido pero acepta guardar el secreto. Su interacción conduce a una noche íntima, con Jeanne experimentando nuevos placeres como hombre.
A medida que Jeanne se vuelve más masculina—vistiendo ropa de hombre, ganando fuerza y confianza—planifica venganza contra su exesposo seduciéndolo en un bar. Le droga la bebida y le muestra su nuevo aparato genital, causándole desmayo por la impresión. Al día siguiente, él despierta confundido y excitado, mientras Jeanne se siente triunfante. Su personalidad cambia; adopta una actitud más masculina y disfruta de su cuerpo, aceptando su nueva identidad.
La transformación de Jeanne continúa influyendo en su vida. Ella rescata a un compañero de trabajo, Merlin, en un sitio de construcción, y él queda enamorado de ella. Su relación se profundiza, pero justo cuando están a punto de ser más que amigos, Jeanne despierta y se da cuenta de que sus cuerpos y los de Merlin son idénticos—sus partes inferiores son las mismas. Esta realización la llena de odio por su cuerpo torpe, y decide someterse a una cirugía de reasignación de género. Busca ayuda de un especialista, pero el médico le informa que su cuerpo no puede ser cambiado quirúrgicamente, dejando a Jeanne devastada. Comienza a evitar a Merlin, sintiendo que su amor es imposible dada la igualdad de sus genitales.
A pesar de los consejos de amigos y expertos para decirle la verdad a Merlin—pensando que él podría aceptarla—Jeanne duda. Considera revelar su secreto en la azotea, planeando confesar que es un hombre. Justo cuando está a punto de hacerlo, una tormenta eléctrica la golpea, y de repente siente que su parte inferior vuelve a ser femenina. Alegre, Jeanne se da cuenta de que ya no es un hombre, y ella y Merlin pueden estar juntos como pareja. Se casan, finalmente libres de su anterior situación.
Pero la historia no termina allí. La guardia de seguridad femenina, Joe, quien anteriormente había tenido una relación con Jeanne, aparece inesperadamente con un bebé. La pregunta sigue en el aire: ¿quién es el padre del niño?

## Producción
Este es el segundo largometraje de Audrey Dana después de Ellas saben lo que quieren. A diferencia de su primera película, la directora reivindica abiertamente un enfoque feminista.

## Honores

### Recompensa
- Festival Internacional de Cine de Comedia de Alpe d'Huez 2017: premio a la interpretación femenina en un papel secundario para Alice Belaïdi[3]

### Selección
- Festival Internacional de Cine de Comedia de Alpe d'Huez 2017: selección oficial en competición